# Claudio Marcello (praefectus urbi)
Claudio Marcello (in latino: Claudius Marcellus; fl. 292–293) è stato un senatore e politico romano di età imperiale.

## Biografia
Marcello fu praefectus urbi dal 3 agosto 292 al 13 marzo 293.
Tra i suoi antenati c'era probabilmente il Claudio Marcello legato di Cappadocia sotto Gordiano III e il Claudio Marcello vir perfectissimus e rationalis dell'Egitto nel 246; se, come probabile, uno dei due era suo padre, vorrebbe dire che Marcello appartenne alla prima o al massimo alla seconda generazione di senatori della sua famiglia. La Marcella corrispondente di Sofronio Eusebio Girolamo, di discendenza illustre, potrebbe essere sua figlia.